# Repubblica direttoriale
     Repubblica parlamentare
     Repubblica presidenziale
     Sistemi dove l'esecutivo viene eletto dal parlamento, ma non dipende da esso (Repubblica direttoriale oppure Repubblica presidenziale mista)
     Repubblica semipresidenziale
     Monarchia parlamentare
     Monarchia costituzionale
     Monarchia assoluta
     Repubbliche monopartitiche
     Situazione politica frammentata o incerta
     Paesi in cui sono state sospese le disposizioni costituzionali riguardanti l'esecutivo

Repubblica parlamentare
Repubblica presidenziale
Sistemi dove l'esecutivo viene eletto dal parlamento, ma non dipende da esso (Repubblica direttoriale oppure Repubblica presidenziale mista)
Repubblica semipresidenziale
Monarchia parlamentare
Monarchia costituzionale
Monarchia assoluta
Repubbliche monopartitiche
Situazione politica frammentata o incerta
Paesi in cui sono state sospese le disposizioni costituzionali riguardanti l'esecutivo

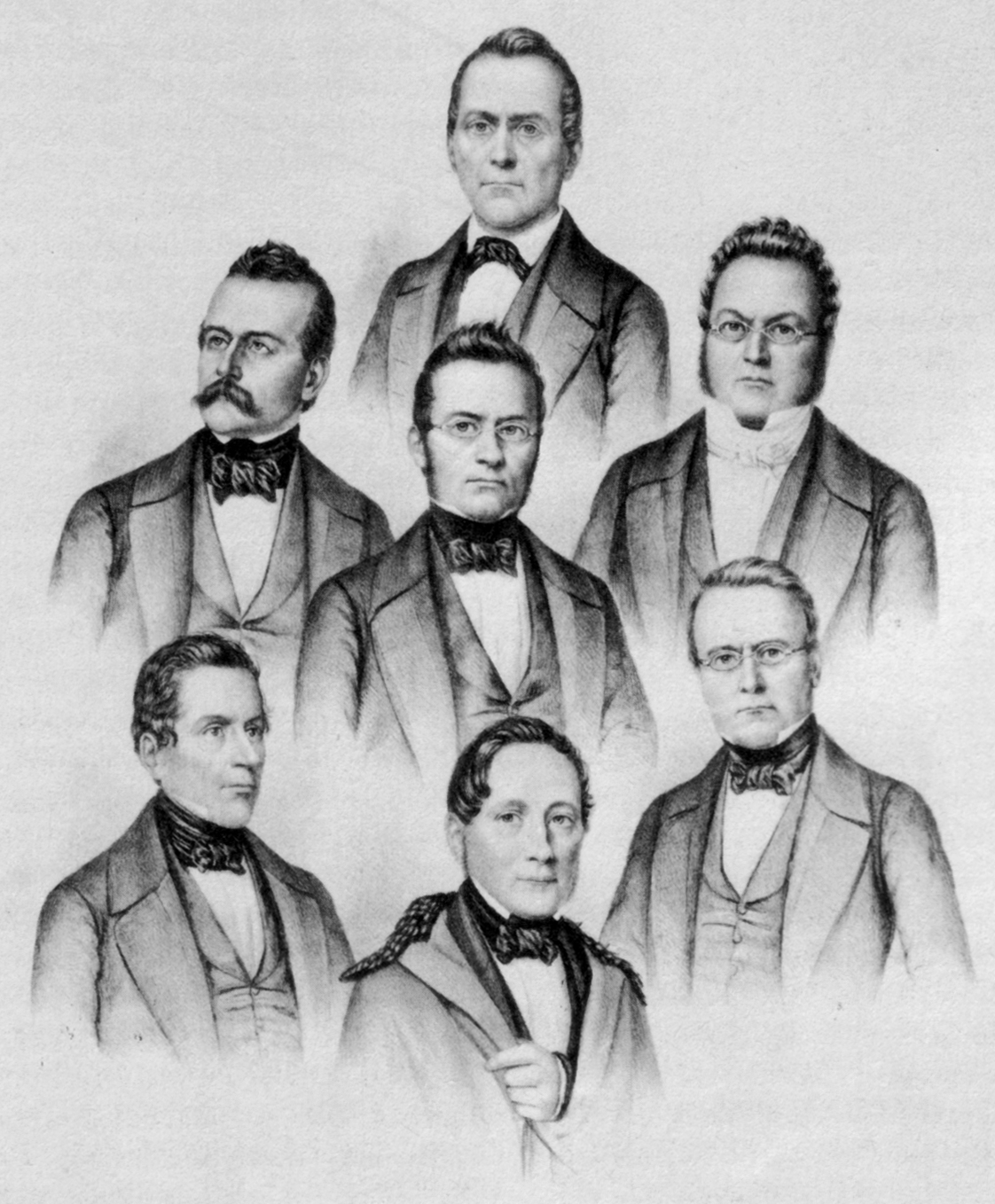
Il primo Consiglio Federale svizzero (1848), che determinò, dopo la transitoria esperienza francese, la moderna forma direttoriale.

Una repubblica direttoriale è un tipo di repubblica in cui un organo collegiale composto da una pluralità di persone fisiche funge da Capo dello Stato e del Governo, senza dipendere dal voto di fiducia del Parlamento, ma solo dalla consultazione elettorale.
Tale forma di governo, il cui primo esempio è rappresentato dal Direttorio francese del 1795 (ma anche il precedente governo della Convenzione nazionale e del Comitato di salute pubblica, formalmente assemblearismo, nonché il successivo Consolato sono assimilabili a questa forma), è attualmente adottata soltanto dalla Svizzera, tanto a livello federale quanto per i singoli Cantoni membri della Confederazione. Solo a livello cantonale, però, l'esecutivo è eletto direttamente dal popolo.
Nel passato, tale sistema costituzionale fu adottato in Uruguay tra il 1952 e il 1967 durante il Consejo Nacional de Gobierno e in Jugoslavia dalla morte del maresciallo Tito nel 1980 allo scioglimento della federazione nel 1992. In ambo i casi non rimase in vigore che per un breve lasso di tempo. 
Questo sistema di governo fu in vigore formalmente anche in paesi del blocco orientale, come nella Repubblica Democratica Tedesca con la costituzione nel 1960 del Consiglio di Stato. In pratica tuttavia questo organismo era subordinato al Comitato Centrale della SED, dove venivano prese tutte le decisioni più importanti.
Un sistema simile si vide precedentemente nella Lega Lombarda, dove il compito di guidarla era affidato ad un consiglio di dotti nominati dai singoli comuni, l'universitas, e nel Priorato delle Arti della Repubblica di Firenze.

## Storia
L'idea di un esecutivo direttoriale risale alla fine del XVIII secolo. Coloro che avevano posto fine al governo di Robespierre si posero un ben preciso obiettivo: evitare in qualsiasi modo che il potere potesse nuovamente concentrarsi nelle mani di un'unica persona con gli esiti sanguinosi dell'anno di governo di Robespierre, l'uomo forte del periodo giacobino (seppur il potere fosse formalmente diviso fra i membri del Comitato di salute pubblica e della Convenzione nazionale).
La cosiddetta costituzione dell'anno III, promulgata nel settembre del 1795, fu quindi redatta sulla base di una rigida applicazione del principio della separazione dei poteri, cercando oltretutto di tenere l'esecutivo, per quanto possibile, sotto scacco. Il governo fu pertanto affidato ad un direttorio di cinque membri, alle cui dipendenze vi erano altri sei ministri. In questa forma il governo direttoriale tradisce maggiormente la propria somiglianza con il sistema presidenziale, nella quale, appunto, il presidente si avvale della collaborazione di ministri da lui nominati.
Grazie a Napoleone Bonaparte il governo direttoriale fu esportato al di fuori dei confini francesi nelle altre repubbliche satelliti, fra le quali la Repubblica Elvetica e la Repubblica Cisalpina. Scomparsa a livello nazionale svizzero dopo l'Atto di Mediazione del 1803, la forma di governo direttoriale rimase tuttavia viva a livello cantonale, anche dopo la Restaurazione del 1815.
Tale tipo di governo, per sua natura poco adatto alla concentrazione di eccessivo potere, si confaceva particolarmente all'instaurarsi nei vari cantoni, a partire dal 1830, di governi di tipo liberale.
Fu così che, quando una commissione fu chiamata nel 1848 a dare agli svizzeri la prima costituzione federale (dopo la guerra civile del Sonderbund che aveva diviso i cantoni cattolici conservatori favorevoli al mantenimento di lievi legami confederali e i cantoni liberali che auspicavano un vincolo più forte), essa ebbe davanti agli occhi un modello di organo esecutivo che si prestava a non ingenerare eccessive ansie sia nei liberali per i motivi più volte delineati, ma anche in coloro che volevano preservare la massima sovranità dei cantoni e avversano quindi un governo centrale troppo forte.
All'epoca, i governi cantonali erano eletti dall'assemblea legislativa e non, come poi, direttamente dal popolo. Fu quindi altrettanto naturale prevedere che il Consiglio federale andasse eletto dall'Assemblea federale in riunione congiunta.
Nel caso svizzero la forma di governo direttoriale ha potuto esplicare al meglio le proprie potenzialità grazie ad altre caratteristiche politiche in parte uniche del paese. Tra questi, l'ampio uso degli strumenti della democrazia diretta (referendum, iniziativa, Landsgemeinde), la peculiare storia culturale e politica, la dimensione ridotta del territorio.
Come nel premierato e nella Repubblica presidenziale pura, il governo non dipende direttamente dalla fiducia del Parlamento e viceversa (la fine di un governo non influenza la legislatura parlamentare), tuttavia il potere di Capo del Governo non è concentrato in una sola persona o in due come nella repubblica diarchica (esempio San Marino, o l'antica Repubblica Romana), ma almeno in tre. Inoltre si distingue dalla giunta militare in quanto i Direttori sono scelti o eletti e non imposti dall'esercito. Il Consolato napoleonico che ridusse i capi da 5 a tre, accentrando i poteri nel mani del Primo Console (Napoleone stesso) fu un'involuzione autoritaria della forma direttoriale.
La Repubblica Romana del 1849 fu una repubblica direttoriale retta da un Triumvirato.
Solo la Svizzera mantiene al giorno d'oggi un Direttorio, con Presidenza a turno e uguali poteri tra i massimi Capi dello Stato e del Governo.

## Il caso svizzero
All'apparenza il Consiglio federale svizzero potrebbe sembrare un tipico governo parlamentare; tecnicamente non si tratta, tuttavia, di una riunione di ministri, bensì di un collegio di capi di Stato.
Il Presidente di turno della Confederazione è in effetti soltanto un primus inter pares con funzioni di rappresentanza in particolare per la diplomazia con gli altri Stati, senza alcun potere né di direzione né di coordinamento dell'attività dei colleghi.
Il legame del sistema direttoriale elvetico con il sistema presidenziale è ancora più evidente per i Governi cantonali, i quali attualmente sono eletti tutti direttamente dal popolo. A livello federale, invece, la somiglianza più forte con il sistema presidenziale sta nel fatto che l'esecutivo non debba contare su una maggioranza precostituita nell'assemblea legislativa.
La composizione del consiglio federale comprende esponenti dei diversi partiti politici, appartenenti tanto alla sinistra quanto alla destra. Inoltre, anche se eletti dall'assemblea federale, i consiglieri sono tuttavia in carica per un tempo predeterminato e non sono, quindi, tenuti ad una responsabilità politica continuativa verso il potere legislativo. In altre parole, la Svizzera non conosce crisi di governo, né mozioni di sfiducia; reciprocamente, il Governo non ha alcun potere di scioglimento delle Camere.
Ne consegue che il Consiglio federale o singoli suoi membri rimangono in carica anche qualora il loro indirizzo politico, nella forma ad esempio di un progetto di legge, sia rifiutato dall'assemblea federale, dai cantoni o direttamente dal popolo. Tuttavia, gli altri organi di governo (ed anche il popolo stesso, mediante l'ampia diffusione degli strumenti di democrazia diretta) conservano in Svizzera un ruolo importante nell'attività di formazione delle nuove leggi.

## Stati direttoriali
- Svizzera

## Stati in passato direttoriali
- Pennsylvania, governo del "Supremo Consiglio Esecutivo del Commonwealth di Pennsylvania" dal 1777 al 1790;
- Francia, governo della Convenzione nazionale dal 1792 al 1795, del Direttorio dal 1795 al 1799, del Consolato dal 1799 al 1804;
- Ucraina, governo del Direttorio dal 1919 al 1920;
- Uruguay, governo del Consejo Nacional de Gobierno dal 1952 al 1967;
- Jugoslavia, presidenza collettiva dal 1980 al 1992;

### Stati con un governo direttoriale solo formalmente
- Germania Est, governata dal Consiglio di Stato dal 1960 al 1990.